# سوت دل
سوت دل فیلمی به کارگردانی و تهیه‌کنندگی نادر طریقت محصول سال ۱۳۹۳ است.

## داستان فیلم
روایتگر زندگی یک بازیگر است که پس از به دست آوردن یک سوت از طریق یک فرشته به سوپراستار سینما بدل می‌شود، اما ظرفیت پایین و تکبر و خودخواهی او باعث می‌شود این جایگاه را از دست داده و آن سوت به دست یک هنرور می‌افتد و جایگاه آنها عوض شود.